# ストロガノフ家

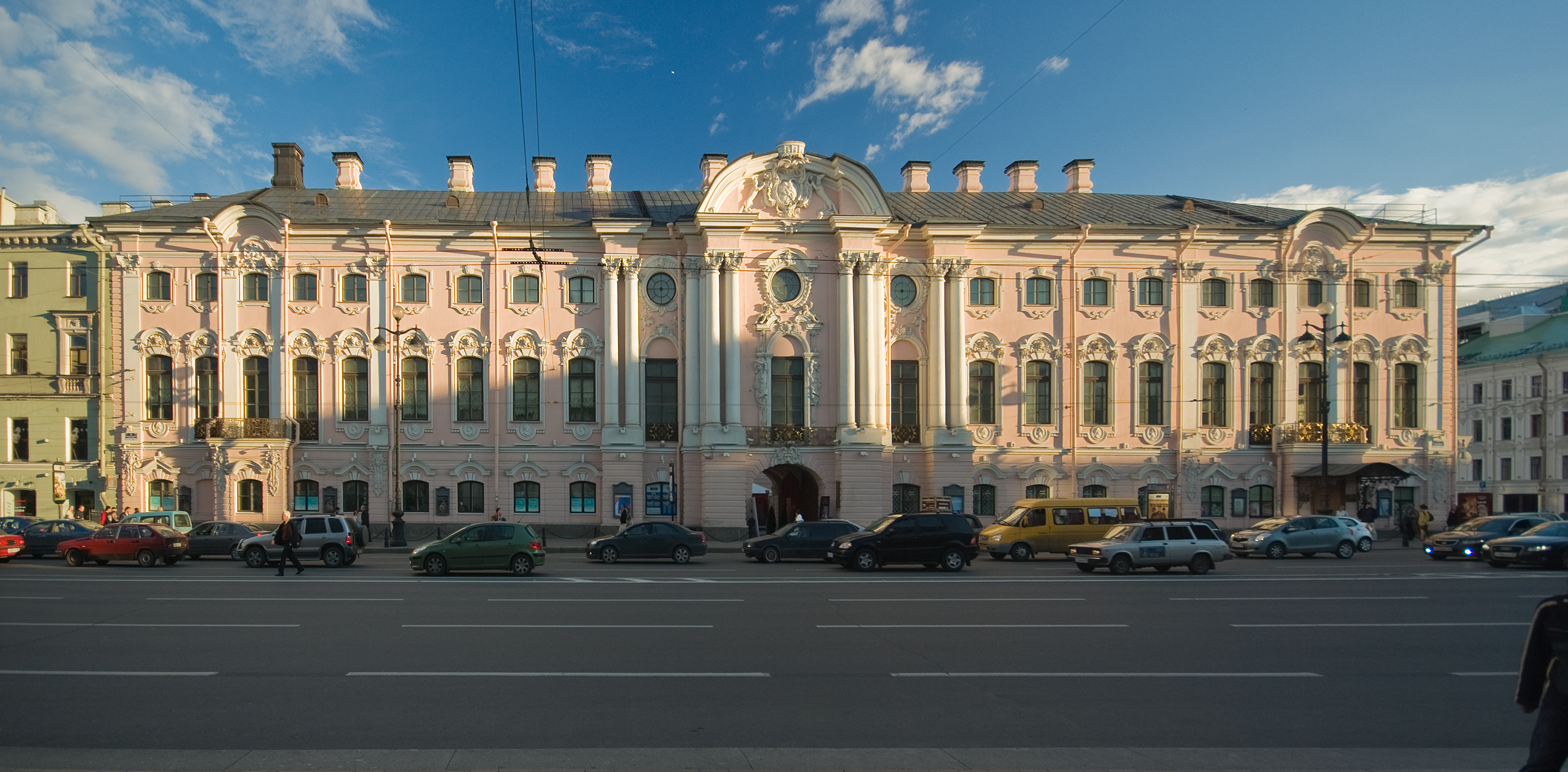
サンクトペテルブルクのストロガノフ宮殿（2008年撮影）

ストロガノフ家（ストローガノフ家、ロシア語: Стро́гановы、またはСтро́гоновы、Stroganov family、the Strogonovs、familie Stroganoff）は、ロシアの貴族。16世紀から20世紀の帝政ロシアにおいて大商人、企業家、実業家、大地主、政治家を輩出した。

## 起源

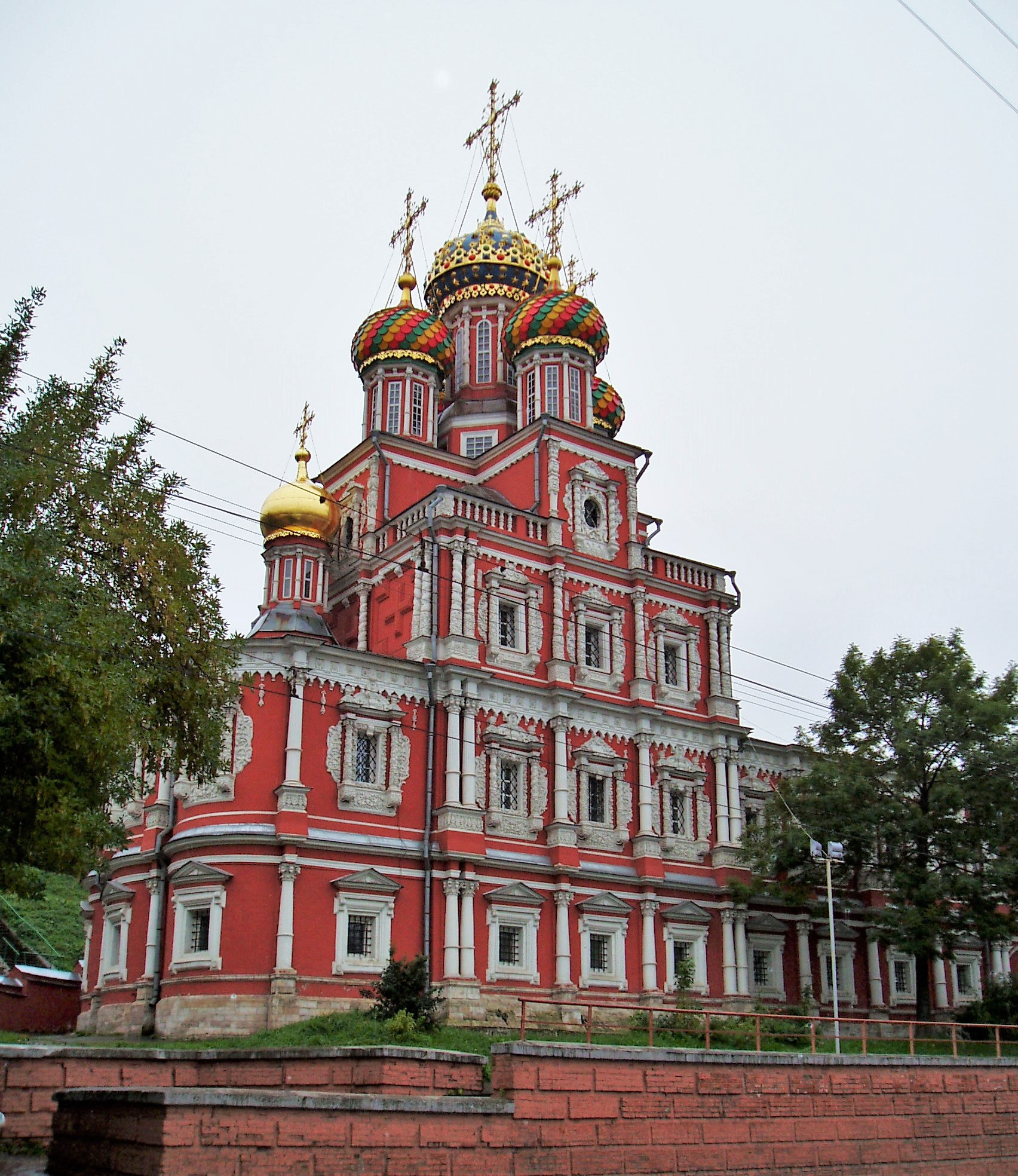
ニジニ・ノヴゴロドに建立した寺院

ストロガノフ家の起源は、15世紀のロシアに遡る。白海沿岸のポモールの豊かな農民、フョードル・リューキッチ・ストロガノフがその始祖とされる。15世紀後半には一族はソリヴィチェゴドスクに移った。フョードルの子、アニケイ・ストロガノフ Anikey Stroganov（1488年-1570年）は、1515年に製塩所を開いた。ストロガノフ家の製塩事業は巨大な産業に成長した。1558年イワン雷帝はアニケイ・フョードロヴィチとその子にカマ川とチュソヴァヤ川に沿って大きな荘園を与えた。1566年ストロガノフ家は自ら、その所領をオプリーチニナに編入した。もっともその土地は、地元の住民から力で押収し、農民を入植させた。ストロガノフ家はこれらの土地で農業、狩猟、製塩所、漁業と鉱石採掘などの事業を拡大した。彼らは町と要塞を建設して、同時に、ドゥルージナ Druzhinaの助けを借りて反乱を抑えつつ、ウラル、シベリアに新しい土地を拡大していった。
セミョーン・アニケイヴィチ・ストロガノフ Semyon Stroganov（? - 1609年）とアニケイの孫に当たるマクシム・ヤコヴレヴィチ・ストロガノフ （? - 1620年代）そして、ニキータ・グリゴリエヴィチ・ストロガノフ（？ - 1620年）は、1581年にイェルマークのシベリア遠征に資金を出している。17世紀前半の大動乱時代、ポーランドがロシアへの侵略を強めると（ロシア・ポーランド戦争）、ストロガノフ家はロシア政府に84万2000ルーブルの資金を出し、軍の支持を得た。この功績により1610年に名士の称号を授与された。
17世紀には、ストロガノフ家はウラル地方のソリカムスク Solikamskで製塩業に巨額の投資を行っている。1680年代には、グリゴリー・ドミトリエヴィチ・ストロガノフ（1656年 - 1715年）は、アニケイ・フョードロヴィチ・ストロガノフの元の所領を全て回収した。グリゴリー・ドミトリエヴィチも製塩事業を拡大した。18世紀には、ウラル地方で鉄、銅などの金属工場を設立した。こうして事業を拡大したストロガノフ家は、ロシア国内にいくつかバロック様式のロシア正教会の聖堂、教会も建立している。

## ストロガノフ伯爵家
1700年から1721年まで大北方戦争の間、ストロガノフ家はピョートル1世（大帝）に対して巨額の財政資金を援助した。この功績により、アレクサンドル・グリゴリエヴィチ・ストロガノフ、ニコライ・グリゴリエヴィチ、セルゲイ・グリゴリエヴィチは、それぞれ1722年に男爵となり、その後、伯爵に陞爵した。以後、同家は帝政ロシアにおける権門としての地位を確立し、一門の人々は官職に多く就くこととなった。
- セルゲイ・グリゴリエヴィチ（1707年 - 1756年）は、エリザヴェータ・ペトローヴナ女帝の治世に廷臣として重要な役割を演じた。
- その子アレクサンドル・セルゲーエヴィチ・ストロガノフ （1733年 - 1811年）は、エカテリーナ2世時代の廷臣で、新たな法典編纂の委員であった。18世紀後半から19世紀初期に彼は、ロシア科学アカデミー総裁、公共図書館美術監督、国家評議会議員の要職にあった。

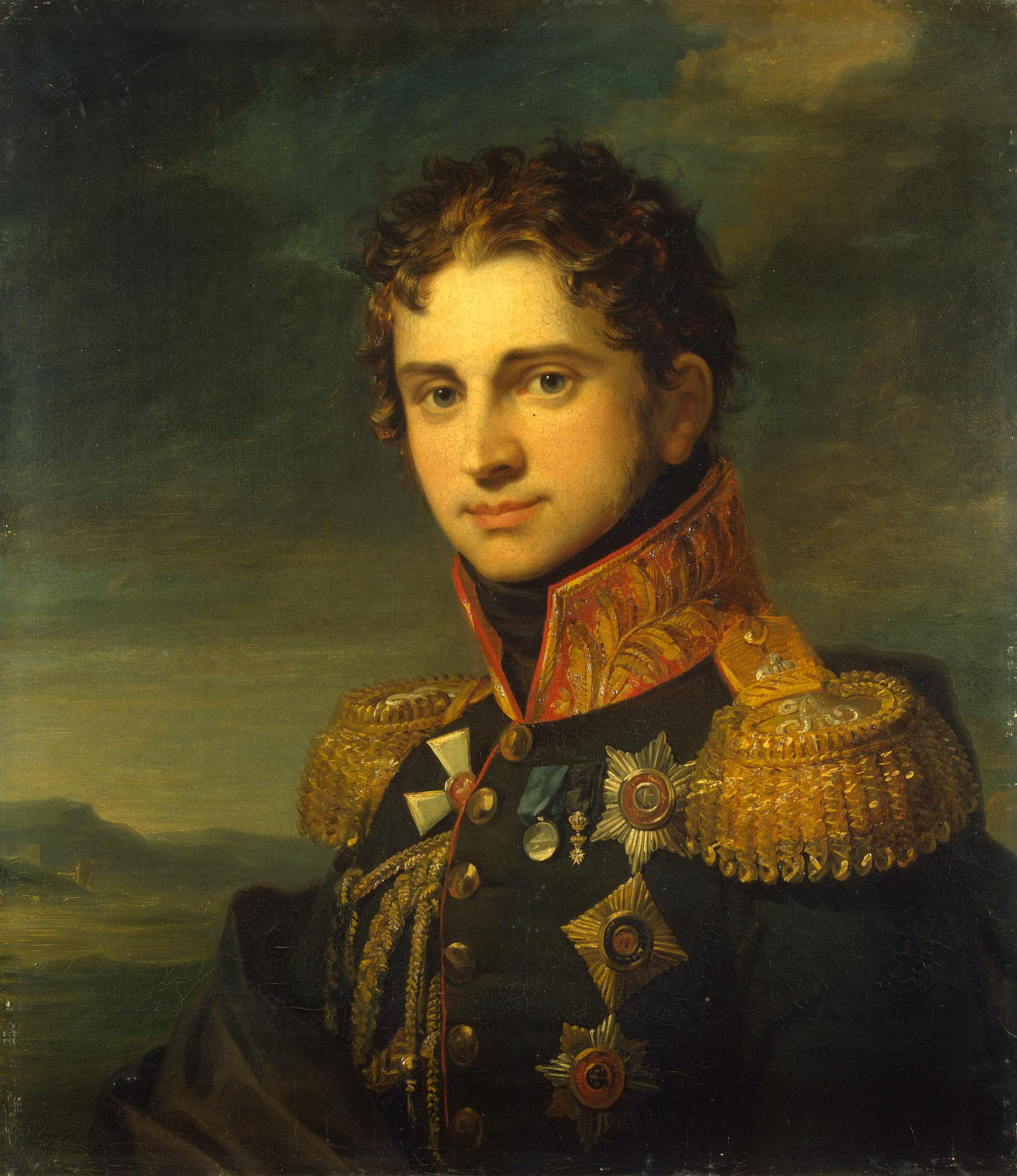
パーヴェル・ストロガノフ

- パーヴェル・アレクサンドロヴィチ・ストロガノフ （1772年 - 1817年）は、アレクサンドル1世の「若き友人」の一人で、アレクサンドルの治世初期の秘密委員会のメンバーとして改革案を作った。後に内務次官。
- セルゲイ・グリゴリエヴィチ・ストロガノフ（1794年 - 1882年）は、1859年から1860年までモスクワ総督。1825年モスクワ芸術産業大学を創設している。
- アレクサンドル・グリゴリエヴィチ・ストロガノフは1839年から1841年まで 内務大臣を務めた後、国家評議会議員を1849年まで務めた。

ストロガノフ家の大部分の一族は、芸術、文学、歴史および考古学に関心を示したことがよく知られている。彼らは、自分自身の膨大な蔵書、絵画、コイン、メダルのコレクションを収集したほか、美術館としてストロガノフ家の邸宅が割り当てられた。特に有名なものが現在、国立ロシア美術館を構成する建物のうちの1つ、サンクトペテルブルクのストロガノフ宮殿である。

## ロシア革命後
1917年ロシア革命が勃発すると、ストロガノフ家は白軍に参加し、一族は国外に亡命した。ロシア国内の所有地は没収され国有化された。1992年ストロガノフ家のロシアの遺産の保護と修復を主な活動に、アメリカニューヨーク州に非営利法人としてストロガノフ財団が創設された。